# Instituto Nacional de Pesos e Medidas
O Instituto Nacional de Pesos e Medidas (INPM) foi uma instituição da administração federal brasileira criada em 1961 e implantou a Rede Brasileira de Metrologia Legal e Qualidade, os atuais IPEM, e instituiu o sistema internacional de unidades (S.I.) em todo o território nacional.
Todavia, com o passar do tempo, ou-se essencial acompanhar o avanço tecnológico, focar no aprimoramento, na precisão e, principalmente, nas demandas dos consumidores. Assim, a implementação de padrões de qualidade tornou-se uma necessidade. Assim, em 1973, nascia o Instituto Nacional de Metrologia, Normalização e Qualidade Industrial, conhecido pelo acrônimo "Inmetro" ou INMETRO, que no âmbito de sua ampla missão institucional, objetiva fortalecer as empresas nacionais, aumentando a sua produtividade por meio da adoção de mecanismos destinados à melhoria da qualidade de produtos e serviços.